# 伊号第百五十八潜水艦
| 初代「伊58」時代 | |
| 艦歴             | |
| 計画             | 大正12年度艦艇補充計画                                                                                              |
| 起工             | 1924年12月3日 |
| 進水             | 1925年10月3日 |
| 就役             | 1928年3月15日 |
| 除籍             | 1945年11月30日 |
| その後           | 1946年4月1日 五島列島沖で爆破処分                                                                                   |
| 性能諸元         | |
| 排水量           | 基準：1,635トン 常備：1,800トン 水中：2,300トン                                                                     |
| 全長             | 100.58m |
| 全幅             | 7.98m |
| 吃水             | 4.83m |
| 機関             | ズルツァー式3号ディーゼル2基2軸 水上：6,800馬力 水中：1,800馬力                                                     |
| 速力             | 水上：20.0kt 水中：8.0kt                                                                                            |
| 航続距離         | 水上：10ktで10,000海里 水中：3ktで90海里                                                                            |
| 燃料             | 重油：241.8t |
| 乗員             | 63名 |
| 兵装             | 40口径十一年式12cm単装砲1門 留式7.7mm機銃1挺 53cm魚雷発射管 艦首6門、艦尾2門 六年式魚雷16本 Kチューブ（水中聴音機） |
| 備考             | 安全潜航深度：60m                                                                                                   |

伊号第百五十八潜水艦（いごうだいひゃくごじゅうはちせんすいかん）は、日本海軍の潜水艦。伊百五十三型潜水艦（海大III型a）の4番艦。竣工時の艦名は伊号第五十八潜水艦（初代）。

## 艦歴
- 1924年（大正13年）12月3日 - 横須賀海軍工廠で起工。
- 1925年（大正14年）10月3日 - 進水
- 1928年（昭和3年）3月15日 - 竣工。
- 1929年（昭和4年）4月1日 - 伊56と共に第19潜水隊を編成[2]。
- 1932年（昭和7年）6月1日 - 同年12月まで予備艦となる[2]。
- 1933年（昭和8年）11月1日 - 1936年12月まで予備艦となる[2]。
- 1936年（昭和11年）7月23日 - 寺島水道に仮泊中、強烈な台風により座礁。31日に離礁して呉工廠で修理を実施し、その間、同年12月まで予備艦となる[2]。
- 1938年（昭和13年）6月1日 - 艦型名を伊五十三型に改正[3]。
- 1941年（昭和16年）12月1日 - 第4潜水戦隊第19潜水隊に属し、中国海南島の三亜を出航。マレー作戦に参戦[4]。
  - 12月10日 - 英国東洋艦隊の戦艦「プリンス・オブ・ウェールズ」、巡洋戦艦「レパルス」を発見。「レパルス」を雷撃するも命中せず[4][5]。
  - 12月20日 - カムラン湾に到着[4]。
  - 12月28日 - カムラン湾を出航し、ジャワ海方面で活動[4]。
- 1942年（昭和17年）1月3日0145 - 南緯05度00分 東経112度00分 / 南緯5.000度 東経112.000度のバウェアン島北西沖合で、スラバヤから中東へ航行中の蘭貨物船ラングキアーズ（Langkoeas、7,395トン）[6]を雷撃。魚雷1本が機関室に命中したラングキアーズへ砲撃を行い、これを撃沈[7]。
  - 1月5日 - 国籍不明の潜水艦を雷撃するも、魚雷は相手の横をかすめて通り過ぎた。
  - 1月9日 - 南緯04度30分 東経111度47分 / 南緯4.500度 東経111.783度のバウェアン島西方沖合で、蘭客船キャムフィティズ（Camphuijs、2,274トン）を砲雷撃により撃沈[7]。
  - 2月7日 - カムラン湾を出航し、ジャワ南方海面で活動[4]。
  - 2月22日 - チラチャップ（英語版）とパダンの間の海域で蘭貨客船ピジナッカー・ホンヂック（Pijnacker Hordijk、2,982トン）を砲雷撃により撃沈[7]。
  - 2月25日
    - 1015 - スンダ海峡南口で蘭貨物船ボエロ（Boeroe、7,135トン）[8]を発見し、砲撃。しかし、蘭駆逐艦とタンカー2隻の輸送船団が近くにいるのを発見し、潜航。
    - 1130 - 魚雷2本を発射し、ボエロを撃沈[7]。

  - 2月28日 - スンダ海峡南口から16km地点付近で、英タンカーブリテッシュ・ヂャッジ（British Judge、6,735トン）を撃破[7]。
  - 3月8日 - セレベス島スターリング湾に到着[4]。
  - 3月10日 - 第5潜水戦隊第19潜水隊に編入[4]。
  - 3月20日 - 呉入港[4]。
  - 5月20日 - 伊号第百五十八潜水艦に改名。
  - 5月26日 - ミッドウェー海戦に参加[4]。
  - 6月30日 - 呉に入港[4]。
  - 7月10日 - 第5潜水戦隊が解隊し、第19潜水隊が呉鎮守府部隊に編入。以後、練習艦となる[4]。
- 1943年（昭和18年）3月16日 - 水上艦艇用補足電探験艦となる[2]。
- 1945年（昭和20年）4月20日 - 第6艦隊第34潜水隊に編入[4]。
  - 6月5日～7日 - 油津基地に回航。回天輸送任務に従事。
  - 6月29日 - 大神基地へ回天輸送作戦に従事。
  - 8月15日 - 第15潜水隊に編入され終戦を迎える[4]。
- 1946年（昭和21年）4月1日 - 五島列島沖で米軍により爆破処分[9]。

撃沈総数4隻、撃沈トン数19,786トン。撃破総数1隻、撃破トン数6,735トン。

## 歴代艦長
※『艦長たちの軍艦史』424-425頁及び『官報』による。

### 艤装員長
- 関本織之助 少佐：1927年4月1日[10] - 1927年9月1日[11]

### 艦長
- 関本織之助 少佐：1927年9月1日[11] - 1929年11月1日
- 秋山勝三 少佐：1929年11月1日 - 1930年11月15日
- （兼）伊藤尉太郎 少佐：1930年11月15日 - 1930年12月1日[12]
- 福沢常吉 少佐：1930年12月1日 - 1931年11月14日
- 中島千尋 少佐：1931年11月14日 - 1932年12月1日
- 今里博 少佐：1932年12月1日 - 1932年12月27日
- 林清亮 少佐：1932年12月27日[13] - 1933年1月21日[14]
- 宮崎武治 少佐：1933年1月21日 - 1934年10月22日
- （兼）玉木留次郎 少佐：1934年10月22日 - 1935年5月10日
- （兼）奥島章三郎 少佐：1935年5月10日[15] - 1935年7月3日[16]
- 山田隆 少佐：1935年7月3日 - 1936年12月1日
- 浜野元一 少佐：1936年12月1日 - 1937年10月5日[17]
- 宮崎武治 中佐：1937年10月5日[17] - 1938年12月15日[18]
- （兼）楢原省吾 中佐：1938年12月15日 - 1939年2月20日
- 楢原省吾 中佐：1939年2月20日 - 1940年10月30日
- 中川肇 少佐：1940年10月30日 - 1941年10月31日[19]
- 北村惣七 少佐：1941年10月31日 -
- 大塚范 少佐：1942年7月25日 -
- 橋本以行 少佐：1943年3月16日 -
- 竹内義正 少佐：1943年7月25日 -
- 荒井淳 大尉：1944年1月20日 -
- 増沢清司 大尉：1944年4月30日 -
- 郷康夫 大尉：1944年10月14日 -
- 館山武裕 大尉：1945年2月5日 -